# Lago Huelde
La laguna o lago Huelde (del mapudungun wele, siniestro, desgraciado) es una masa de agua superficial de origen glacial y aguas salobres ubicado en la comuna de Chonchi, al oeste de la isla de Chiloé, en el sur de Chile.

## Ubicación y descripción
Se ubica 4 km al norte del poblado de Cucao y a 58 km al suroeste de Castro, en los límites del sector Cucao-Chanquín del parque nacional Chiloé, inmediatamente al norte del lago Cucao y al sur del río Deñal.
 

Es alimentada por varios esterosque nacen de la cordillera del Piuchén, y desemboca en el océano Pacífico a través de un corto emisario conocido como río Puchanquín o Cipresal, el que atraviesa las dunas de la playa de Cucao.

## Población, economía y ecología

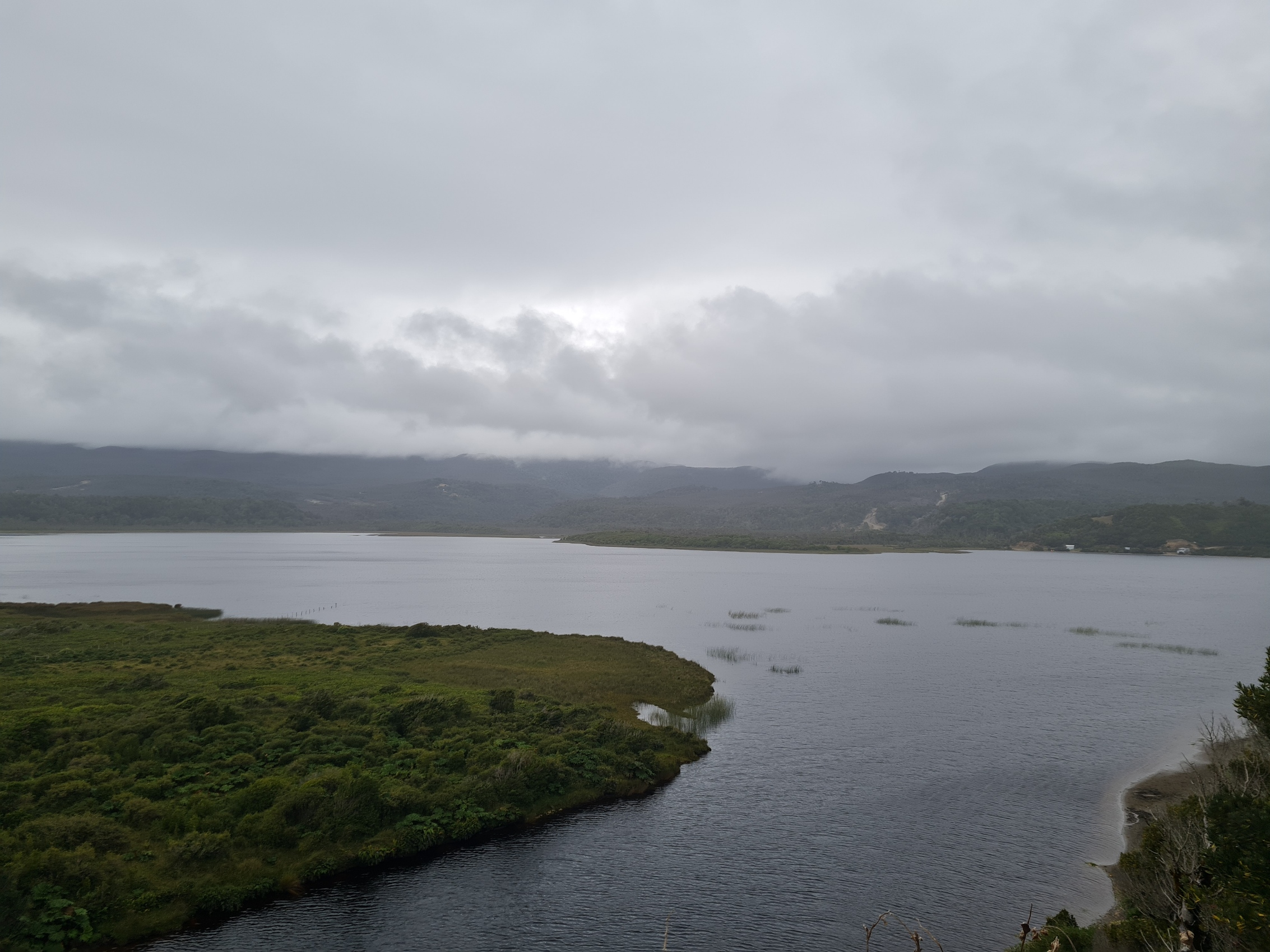
Desaguadero del lago Huelde, el río Cipresal o Puchanquín

En sus riberas abundan los cipreses y alerces. Un estudio publicado en 1999 constató la existencia de ocho especies de peces en el lago Huelde: seis especies nativas (Cheirodon australe, Galaxias maculatus, Galaxias globiceps, Aplochiton taeniatus, Odontesthes mauleanum, y Eleginops maclovinus) y dos introducidas (Oncorhynchus mykiss y Salmo trutta).
Ubicado en las inmediaciones del parque nacional Chiloé, en el lago Huelde pueden practicarse diferentes actividades deportivas como kayak y navegación, además de los servicios en sus alrededores como alojamiento, restaurantes, parques y senderos.

## Mitología
De acuerdo a la leyenda popular, en la laguna Huelde nació la Pincoya, hija de la Huenchula y el Millalobo. Era una bella mujer de tez blanca ligeramente bronceada, cabellos de oro y con la forma de pez desde su cintura hacia abajo. Habitaba una caverna y tenía por costumbre bañarse en la laguna y el río Puchanquín. Desde los roqueríos, silbaba hacia el lago para hacer emerger un tronco de oro macizo sobre el cual trepaba y peinaba sus cabellos. Se cree que desde que desapareció del lago, sus aguas tomaron un color oscuro. Pese a que muchos han intentado imitar el silbido de la Pincoya, el tronco de oro aún estaría sumergido esperando a su dueña.